# Ripley (hrabstwo Chautauqua)
Ripley – jednostka osadnicza w Stanach Zjednoczonych, w stanie Nowy Jork, w hrabstwie Chautauqua.